# 白背桤叶树
白背桤叶树（学名：Clethra petelotii）为桤叶树科桤叶树属下的一个种。

## 扩展阅读
- 維基物種上的相關：白背桤叶树